# UMuziwabantu Local Municipality
uMuziwabantu Local Municipality, auch Umuziwabantu (englisch uMuziwabantu Local Municipality) ist eine Lokalgemeinde im Distrikt Ugu der südafrikanischen Provinz KwaZulu-Natal. Der Sitz der Gemeindeverwaltung befindet sich in Harding. Bürgermeisterin ist Dixie Nciki.
Der Name der Gemeinde kommt vom isiZulu-Begriff für „das Zuhause des Volkes“ oder „ein Haus mit weit geöffneten Türen, in dem jeder willkommen ist“. Dieser Wesensgehalt leitet sich aus der Tatsache ab, dass Nkosi Dlamini und Nkosi Machi sich früher hier trafen, um Angelegenheiten ihrer Stämme gemeinsam zu besprechen. Die Benennung bezieht sich auf die Hoffnung, auch künftig auf gütlichem Wege durch Verhandlungen Probleme lösen zu können, wie es die beiden früheren Stammesoberhäupter getan hatten.

## Geografie
uMuziwabantu liegt im Westen des Distrikts und grenzt im Norden, Westen und Süden an die Provinz Ostkap und im Osten an die Gemeinden Umzumbe und Ray Nkonyeni. uMuziwabantu liegt am Fuß der Ingeli-Berge und der Umtamvuna River bildet die südliche Grenze.
Die Gemeinde uMuziwabantu ist ein ländliches Territorium. Ein Großteil der Gemeinde wird vom Ingonyama Trust verwaltet. Über die Hälfte des Gemeindegebiets werden als landwirtschaftliche Nutzfläche verwendet, vor allem als Ackerland und Nutzwald.

## Städte und Orte
| - Cingweni - Esikhulu - Gangala - Harding - Ingele - Khayalilhe - KwaSitezi - Mahlubini | - Mbangweni - Mjaja - Mkoba - Mthentu - Ngqolo - Nongidi |

## Bevölkerung
Im Jahr 2011 hatte die Gemeinde 96.556 Einwohner auf einer Fläche von 1089,5 Quadratkilometern. Davon waren 97,9 % schwarz, 1,1 % Coloureds und 0,5 % weiß. Erstsprache war zu 88,1 % isiZulu, zu 4,9 % isiXhosa, zu 2,9 % Englisch und zu 1,3 % isiNdebele.

## Wirtschaft und Tourismus
Die wichtigsten Standbeine der Wirtschaft in uMuziwabantu sind die Landwirtschaft und der Tourismus. In der Gemeinde werden verschiedene Nutzholzarten angebaut: Akazien, Eukalypten, Kiefern und Pappeln. Um den Holzanbau hat sich eine verarbeitende Industrie angesiedelt. Die Gemeinde uMuziwabantu bietet unterschiedliche Habitate und Veldarten, die insbesondere für den Ökotourismus interessant sind. Die seltene Stahlschwalbe (Hirundo atrocaerulea) brütet in den Ingeli-Bergen.